# Hotel Europa (película)
Hotel Europa (en bosnio, Smrt u Sarajevu) es una película de drama bosnio de 2016 dirigida por Danis Tanović. Fue seleccionado para competir por el Oso de Oro en el 66.º Festival Internacional de Cine de Berlín. En Berlín ganó el Gran Premio del Jurado, así como el premio FIPRESCI a las películas proyectadas en competición. Fue seleccionada como la entrada de Bosnia a la Mejor Película Internacional en la 89.ª edición de los Premios de la Academia, pero no fue nominada.

## Reparto
- Snežana Marković como Lamija
- Izudin Bajrović como Omer
- Vedrana Seksan como Vedrana
- Muhamed Hadžović como Gavrilo
- Jacques Weber como Jacques
- Aleksandar Seksan como Enco
- Faketa Salihbegović como Hatidža
- Edin Avdagić Koja como Edo

## Recepción
La película recibió críticas mixtas. Jay Weissberg elogió la película en Variety como un «drama coral modulado por expertos». Stephen Dalton, que escribe para The Hollywood Reporter, dio una crítica negativa, y señaló: «El mensaje para llevar a casa de que las narrativas históricas son siempre complejas y polémicas, especialmente en los Balcanes, es incuestionablemente cierto, pero difícilmente una visión profunda. No es un thriller político, ni un drama bastante provocativo, ni una adaptación teatral del todo inspirada, Death in Sarajevo es una adición menor al ilustre cuerpo de trabajo de Tanović».
El agregador de reseñas Rotten Tomatoes informa que la película tiene una calificación de aprobación general del 76 %, según 17 reseñas, con una calificación promedio de 7.5/10.